# Simmetria di Poincaré
La simmetria di Poincarè è la simmetria completa della relatività speciale e comprende:
- Traslazioni (ad esempio spostamenti) nel tempo e nello spazio (questi formano i gruppi di Lie Abeliani di traslazioni nello spazio-tempo)
- Rotazioni nello spazio (queste formano il gruppo di Lie non Abeliano delle rotazioni 3-dimensionali)
- Boost, ad esempio trasformazioni connesse con due corpi in movimento uniforme.

Le ultime due simmetrie costituiscono il gruppo di Lorentz. Esse sono generatori di un gruppo di Lie chiamato gruppo di Poincaré che è un prodotto semidiretto del gruppo di traslazioni e del gruppo di Lorentz. Oggetti che risultano invarianti sotto questi gruppi sono detti avere invarianza di Poincaré o invarianza relativistica.
Il gruppo di Poincarè è un gruppo di simmetria completa di qualsiasi teoria relativistica di campo. In base a ciò ogni particella elementare sono rappresentate in questo gruppo. Esse sono generalmente specificate dal 4-momento di ogni particella (ad esempio la sua massa) e dal numero quantico intrinseco JPC, dove J è lo spin del numero quantico, P è la parità e C è la coniugazione di carica del numero quantico. Molte teorie quantistiche di campo violano la parità e la carica di coniugazione. In questi casi si trascurano P e C. Poiché la CPT è un'invarianza di qualsiasi teoria quantistica di campo, un tempo inverso del numero quantico può essere costruito da quelli dati.